# 波吉斯瓦夫十三世
波吉斯瓦夫十三世（波蘭語：Bogusław XIII，1544年8月9日—1606年3月7日），波美拉尼亞公爵，1560年至1606年在位。

## 家庭
波吉斯瓦夫的妻子是布倫瑞克-呂訥堡的法蘭茲之女克拉拉，兩人共有5子2女：
1. 腓力二世（1573年—1618年）
2. 克拉拉·瑪麗亞（英语：Clara Maria of Pomerania-Barth）（1574年—1623年）
3. 法蘭茲（英语：Francis, Duke of Pomerania）（1577年—1620年）
4. 波吉斯瓦夫（1580年—1637年）
5. 傑日二世（英语：George II, Duke of Pomerania）（1582年—1617年）
6. 烏爾里希（英语：Ulrich, Duke of Pomerania）（1589年—1622年）
7. 安娜（英语：Anna of Pomerania）（1590年—1660年）